# Casacoima
Casacoima is een gemeente in de Venezolaanse staat Delta Amacuro. De gemeente telt 34.500 inwoners. De hoofdplaats is Sierra Imataca.
De gemeente wordt vertegenwoordigd door een van de sterren op de vlag van Delta Amacuro.